# Gyna nigrifrons
Gyna nigrifrons är en kackerlacksart som beskrevs av Bolivar 1889. Gyna nigrifrons ingår i släktet Gyna och familjen jättekackerlackor.
Artens utbredningsområde är Angola. Inga underarter finns listade i Catalogue of Life.